# شارون لارنس
شارون لارنس (انگلیسی: Sharon Lawrence؛ زادهٔ ۲۹ ژوئن ۱۹۶۱) یک هنرپیشه اهل ایالات متحده آمریکا است. وی از سال ۱۹۸۷ میلادی تاکنون مشغول فعالیت بوده‌است.